# Pareys Buch der Pilze
Pareys Buch der Pilze ist ein Bestimmungsbuch für Pilze. Es wurde im Jahr 1987 von Marcel Bon unter dem Titel The Mushrooms and Toadstools of Britain and North-western Europe veröffentlicht. Die deutsche Übersetzung wurde von Till R. Lohmeyer verfasst und im darauf folgenden Jahr, 1988, im Parey-Verlag publiziert. In dem Werk sind über 1500 europäische Pilzarten und -varietäten beschrieben, wobei über 1200 in Farbzeichnungen dargestellt sind. In den Jahren 2005, 2012 und 2016 erschienen neue Auflagen im Franckh-Kosmos-Verlag, 

## Inhalt
Das Buch enthält neben einer Einleitung einen Bestimmungsteil, in dem die Gruppen und Gattungen sowie einige Arten nach ihren Merkmalen aufgeschlüsselt sind. Der Hauptteil, in dem die Arten beschrieben werden, ist mit Farbzeichnungen illustriert. Diese stammen von John Wilkinson und Denys Ovenden sowie von Bon selbst. Am Seitenrand befinden sich außerdem Sporenzeichnungen zu jeder Art, die meist ebenfalls vom Autor angefertigt wurden. Das Gewicht der beschriebenen Arten ist auf das Verbreitungsgebiet Mittel- und Westeuropa gelegt.